# August Hermann Francke
August Hermann Francke, régiesen magyarítva Francke Ágost Hermann vagy Francke Hermann Ágost (Lübeck, 1663. március 22. – Halle an der Saale, 1727. június 8.), német evangélikus lelkész, teológus, egyetemi tanár, egyházi író, a hallei árvaház alapítója.

## Élete
Édesapját Ernő gothai herceg udvari és jogi tanácsosává tette, így került Francke is atyjával három éves korában Gothába. 16 éves korában az erfurti egyetemre ment, innen azután 1679-ben Kielbe ment teológiát és filozófiát tanulni. 1685-ben magiszteri címet kapott. Ebben az időben Sandhagen lüneburgi szuperintendensnél, később Drezdában Philipp Jacob Spener udvari lelkésznél időzött, ahol Spener pietizmusa nagy hatást tett rá. Hamarosan maga is a pietizmusnak annyira buzgó követője, hogy annak eszméjét 1688-tól folytatott elkezdett előadásaiba is belevitte. Emiatt támadások érték, 1690-ben pedig elvesztette lipcsei tanszékét. 
Lipcséből papnak ment Erfurtba, de az üldöztetés itt is folytatódott, és ellenfelei a város elhagyására kényszerítették. Ekkor Spener közbenjárására a braunschweigi herceg vette pártfogásába, és az újonnan alapított hallei egyetemhez a görög és a zsidó nyelv tanárává nevezte ki. Nemsokára Halle mellett egy kis faluban, Glauchában (ma Halle városrésze) papi hivatalt is vállalt. A szegény gyermekek nevelésére állította föl azt az intézetet, amelyet 1696-tól pedagógiumnak neveztek. Később házat vett, és a gyermekeknek állandó lakást szerzett. Ez volt híres árvaházának kezdete. Már 1698-ra az intézmény kinőtte épületét, ezért nagyobb épületet kellett emelni. Az új árvaház 1699-re lett kész. 
Francke – bár ellenségeinek vádaskodása továbbra sem szűnt meg – 1715-ben a városi papság tagja lett, 1716-ban pedig az egyetem helyettes rektora. 1719-ben végül még a lipcseiek is meghívták, hogy 30 évvel üldöztetése után tartson náluk egyházi beszédet.  1727-ben hunyt el 64 éves korában.

## Művei magyar nyelven
- Francke Hermann Ágostnak Oktatása a gyermek neveléséről (Halle, 1711, ford. szenicei Bárány György)
- Francke Hermann Ágost: Rövid és együgyü, de fundamentomos utmutatása 1. az igaz kereszténységre, 2. a hitre, 3., az imádkozásra (Halle, 1711)
- Francke Hermann Ágost: A szentirás szerint való életnek regulái (Halle, 1711, ford. Vázsonyi Márton)
- Augustus Hermannus Franckénak, Szentírás professzorának és prédikátornak oktatása a gyermeknevelésrül; ford. Bárány György / Augustus Hermannus Franckénak, a Szentírás érdemes és hív publicus professzorának Szentírás szerint való életnek regulái; ford. Vázsonyi Márton; in: Gyermekeknek kézikönyvecskéjek. Gyermeknevelési és illemtankönyvek a 16-18. századból; sajtó alá rend., utószó S. Sárdi Margit; Magyarságkutató Intézet–Attraktor, Bp.–Máriabesnyő, 2019 (Intra Hungariam...)